# يو إف سي ليلة القتال: مينديز ضد لاماس
يو إف سي ليلة القتال: مينديز ضد لاماس (بالإنجليزية: UFC Fight Night: Mendes vs. Lamas)‏ هو حدث لفنون القتال المختلطة نظمته يو إف سي، أُقيم في 4 أبريل 2015، على مركز باتريوت في فيرفاكس، فيرجينيا، الولايات المتحدة.